# 第265海兵中型ティルトローター飛行隊
第265海兵中型ティルトローター飛行隊（VMM-265）は、ティルトローター機であるMV-22オスプレイを運用するアメリカ海兵隊の空輸飛行隊である。普天間基地に駐屯し、第36海兵航空群（MAG-36）および第1海兵航空団（1stMAW）の指揮下にある。ティルトローター機が配備される以前はヘリコプターを運用しており、旧称はHMM-265である。愛称はドラゴンズ。

## 任務
機動展開、統合作戦における、昼夜のあらゆる気象環境下で、戦闘部隊、補給品および装備品の強襲支援輸送を行い、海兵空地任務部隊（MAGTF）を支援することを任務としている。

## 歴史

### 初期

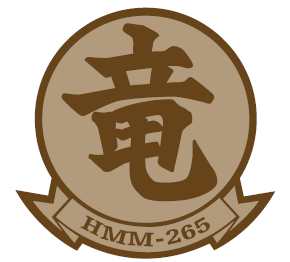
HMM-265の旧部隊章

HMM-265は、1962年10月1日にノースカロライナ州ジャクソンビル海兵隊航空基地において創隊された。創隊直後においてUH-34を装備していた飛行隊は、アフリカ系アメリカ人公民権運動におけるミシシッピ危機に際し、テネシー州メンフィスに展開した。その後は、夜間襲撃などの新たな戦術の試験に従事した。
1964年の7月までに、飛行隊はシー・ナイトの受入を行い、その航空機を運用する最初のＦ（艦隊海兵部隊）飛行隊となった。1964年10月1日、HMM-265（ドラゴンズ）はこの新型機の導入を記念して新しい部隊章を発表した。新しいデザインが採用される2007年まで正式な部隊章として用いられた上等兵チャールズ・D・ライルスが起案したデザインは、日本語の竜という漢字を用いたものであった。1966年2月4日、HMM-265はCH-46Aで10,000時間の無事故飛行時間を記録した最初の海兵隊飛行隊となった。

### ベトナム戦争
1966年4月、HMM-265はバージニア州ノーフォークでUSSボクサー（LPH-4）に乗船した。1966年5月22日、飛行隊はベトナムのダナン空軍基地の南東に位置するマーブル・マウンテン航空施設に到着した。22機のCH-46Aを装備する飛行隊は、第1海兵航空団第16海兵航空群に配属された。
1966年7月15日、ヘイスティングス作戦の初日にHMM-265において2件のヘリコプター事故が発生した。最初の事故は第4海兵隊第3大隊の海兵隊員たちを最初に投入するCH-46Aが木に衝突したときに発生し、２件目の事故はその日の夜、初期原型機171号機が高度1,500フィートにおいて12.7ミリ弾に被弾し、13名の海兵隊員が死亡した。HMM-265およびそのシー・ナイトは海兵隊員や物資を空輸する日常的な任務に加え、1966年7月4日から10月27日まで実施されたメコン作戦の支援を実施した。HMM-265はHMM-164と共に複数の飛行隊による突入を行い、ホア地域において第3海兵師団が行う掃討作戦を支援した。第12海兵連隊の砲兵と海兵隊のA-4スカイホークはCH-46の降着に先立ち、降着地域に対する射撃を行った。
1966年のもう一つの主要な作戦はプレーリー作戦（8月3日～9月13日）であった。ドラゴンズはマッターズリッジで戦う第4海兵連隊を支援した。壮絶な敵火力にさらされた「ホット」状態の中に着陸することは、ベトナム戦争における戦闘の先駆けであった。
1967年7月、アメリカ第7艦隊の水陸両用戦即応群に加入したHMM-265は、特殊上陸部隊（Special Landing Force, SLF）ヘリコプター飛行隊となった。特殊上陸部隊として、ドラゴンズは海岸沿いのベトコンに対する空中掃討作戦を行った。この間に、ベア―・チェーン／フリーモント、ビーコン・ガイド、カンガルー・キック、ビーコン・ゲートおよびコチースの5つの主要な作戦が実施された。
1969年5月、ドラゴンズはUSSイオー・ジマ（LPH-2）に乗船し、特殊上陸部隊としての任務を再開した。ボルド・パシュート作戦（6月27日～7月6日）、マイティ・プレイ作戦（7月10日～7月20日）およびディファント・スタンド作戦（9月7日～9月18日）を支援して水陸両用襲撃を行った。ベトナムへの3年間の展開の後、飛行隊は1969年10月10日に自分たちのヘリコプターを他の部隊の下に残しカリフォルニア州のサンタ・アナ海兵隊航空基地に移駐した。HMM-265では合計27名の海兵隊員が戦死した。HMM-265はベトナムから帰還した数名の飛行隊員にHMMT-301の海兵隊員を加えて再建された。ベトナムに残されたCH-46Aヘリコプターはオーバーホール後にCH-46スーパーDに換装された。1970年11月13日、飛行隊は解散した。

### 1977年の部隊再編
1977年9月1日、HMM-265はドナルド・クリングラー中佐の指揮のもと、ハワイ州のカネオヘ湾海兵隊航空基地において再編され、今日まで太平洋に存続し続けることになった。再編時点では飛行隊にはヘリコプターが1機もなかったが、12月までに4機のCH-47Dと7機のCH-46Fが管理替えされた。
1978年の春、HMM-265はカウアイ島のバーキング・サンズ訓練場に展開し、西太平洋への展開に向けた戦闘準備を整えた。その間、飛行隊は低空飛行や部隊輸送に関する訓練を実施した。
1978年4月、HMM-265はUSSニューオーリンズ（LPH-11）に乗船し、冷戦時代の防衛の最前線における軍事プレゼンスを高めるため、西太平洋へ向けて出発した。6ヵ月間にわたってカネオヘ海兵隊航空基地を離れた飛行隊は香港やシンガポールに寄港するとともに、フィリピンのセブにおける訓練を完了した。この任務における展開兵力はCH-46が12機、CH-53が4機、UH-1Nが2機およびAH-1Jが2機であった。
カネオヘ海兵隊航空基地で1年間を過ごしたのち、HMM-265はカホオラウェ島における訓練を実施し、次の展開に向けて準備を開始した。飛行隊は1979年8月の最初の週末にAV-8Aハリアーやヘリコプターと連携した大隊上陸戦闘団との上陸訓練やUSSトリポリ上での訓練を実施した。
1979年8月末、HMM-265は今度はUSSトリポリで西太平洋に再び展開、冷戦下における軍事プレゼンスを高めた。また飛行隊は、ドナルド・クリングラー中佐の指揮のもと、いくつかの海兵水陸両用部隊（MAU）と協同し沖縄におけるフォートレス・ゲール作戦に参加した。その後、飛行隊はニュージーランドおよびオーストラリア軍との共同作戦である「Kangaroo Three in Northeastern Australia（オーストラリア北東部のカンガルー・スリー」と呼ばれる任務に参加した。またニューギニア、香港、タスマニアおよびシドニーを訪問し、シドニーにおいては1979年11月10日に海兵隊創立記念日を祝った。この派遣間の展開勢力はCH-46が12機、CH-53が4機、UH-1Nが2機、AH-1Jが2機およびAV-8Aが2機であった。
1980年2月に飛行隊がカネオヘ海兵隊航空基地に戻ると、2月22日に指揮官交代式が行われ、飛行隊の指揮はウィリアム・バーバ少佐に引き継がれた。バーバ少佐の指揮のもと、飛行隊はカネオヘ湾の内外および西太平洋で運用を続けた。

### 湾岸戦争および1990年代
1990年および1991年、ドラゴンズは、第50海兵航空群第5海兵機動展開旅団に配属された。湾岸戦争の砂漠の盾作戦の間は、オマーンにおける海兵隊史上最大のNVGを使用した部隊空輸であるシー・ソルジャー４作戦に参加した。その後、飛行隊は、戦闘作戦の開始を待ちながら、ペルシャ湾内の上陸作戦用艦船で任務を遂行した。第5海兵機動展開旅団が実施するクウェートへの陽動上陸の一部を担っていたドラゴンズは、内陸部で実施される主攻撃からサッダーム・フセインの注意をそらすことに成功した。
ペルシャ湾地域での戦闘が終了すると、HMM-265はハワイに帰還した。帰還の途上でバングラデシュに対するシー・エンジェル作戦に参加し、人道支援および災害救助活動を実施するように命ぜられた。その作戦間にドラゴンズはフロッグ（CH-46）を10日間で770時間飛行させた。
飛行隊がその後休む間もなく沖縄に展開したのは、1991年10月のことであった。この展開間にドラゴンズは大統領の日本訪問のため、ヘリコプター開発飛行大隊（HMX-1）を支援した。ドラゴンズはその後カンボジアに派遣され、1992年のフル・アカウンティング作戦を支援し、ベトナム戦争中の米軍兵士の遺骨収集をおこなった。HMM-265ドラゴンズは1995年の初めに沖縄県の普天間海兵隊航空基地へ飛行隊全体を移転した。
1998年秋のペルシャ湾での緊張の高まりに伴い、ドラゴンズは、第31海兵機動展開隊の航空戦闘部隊（Aviation Combat Element, ACE）として再展開を行った。そして1998年11月から1999年2月の間、ペルシャ湾およびクウェートにおいて、砂漠のキツネ作戦に参加した。その後、1999年10月および2000年1月から2月にかけて、東ティモールで実施されたスタビライズ作戦に参加し内戦の終結を援助した。

### 世界的な対テロ戦争

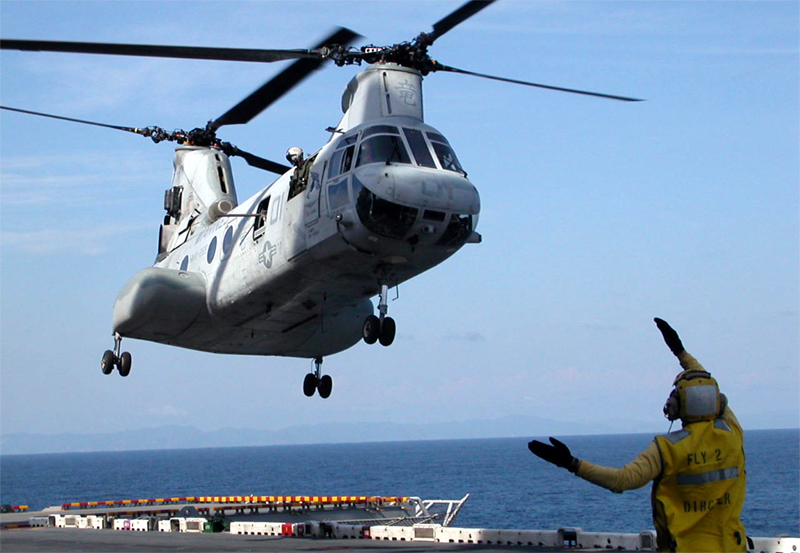
2004年1月、 USS エセックス (LHD-2)の甲板に着陸するHMM-265のCH-46

2004年10月から2005年2月にかけて、イラクの自由作戦を支援するために展開し、アル・アサード空軍基地、アル・カイムおよびコーリャン・ビレッジを拠点として活動した。

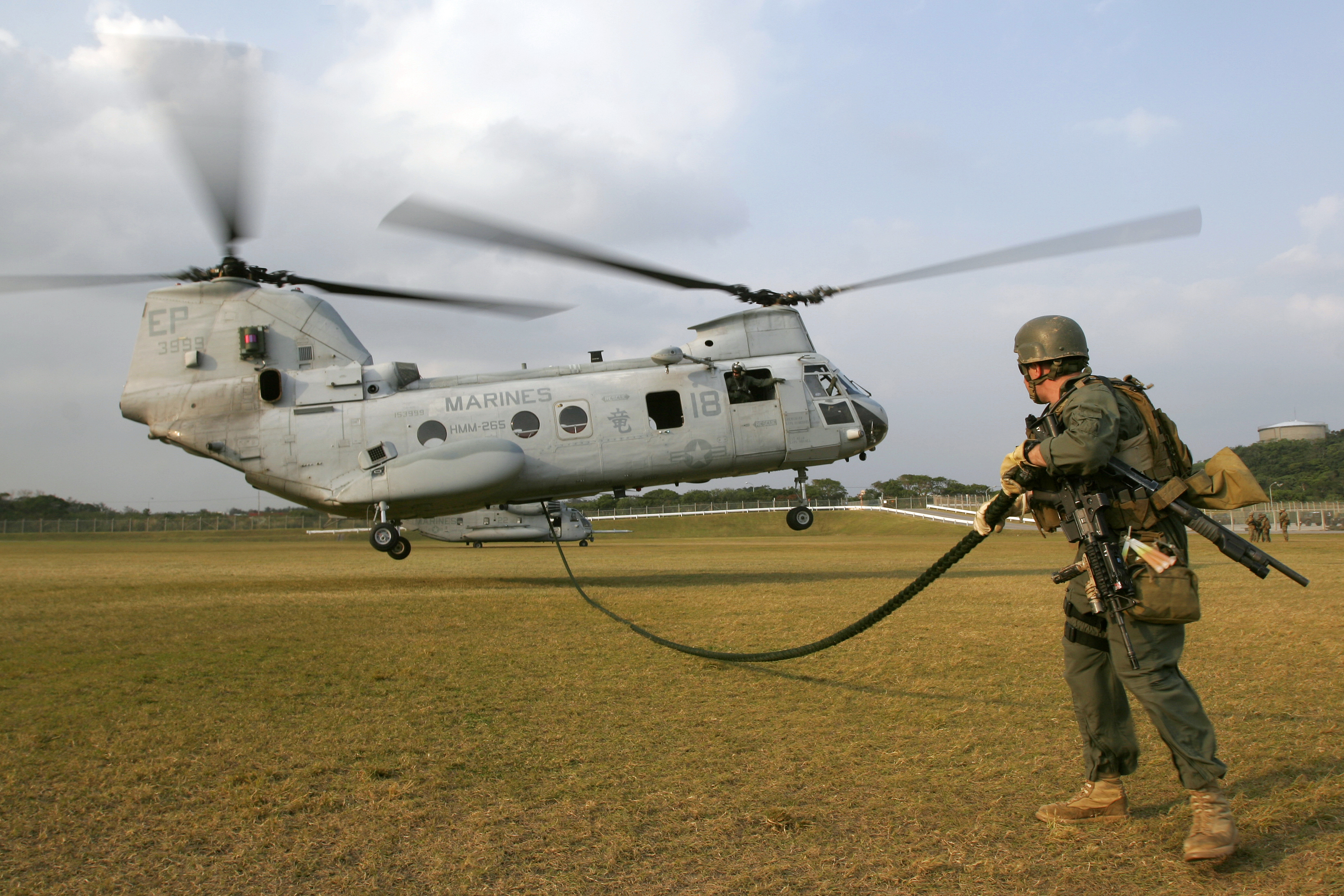
2007年1月31日、沖縄のキャンプ-ハンセン で訓練を実施するHMM-265のCH-46
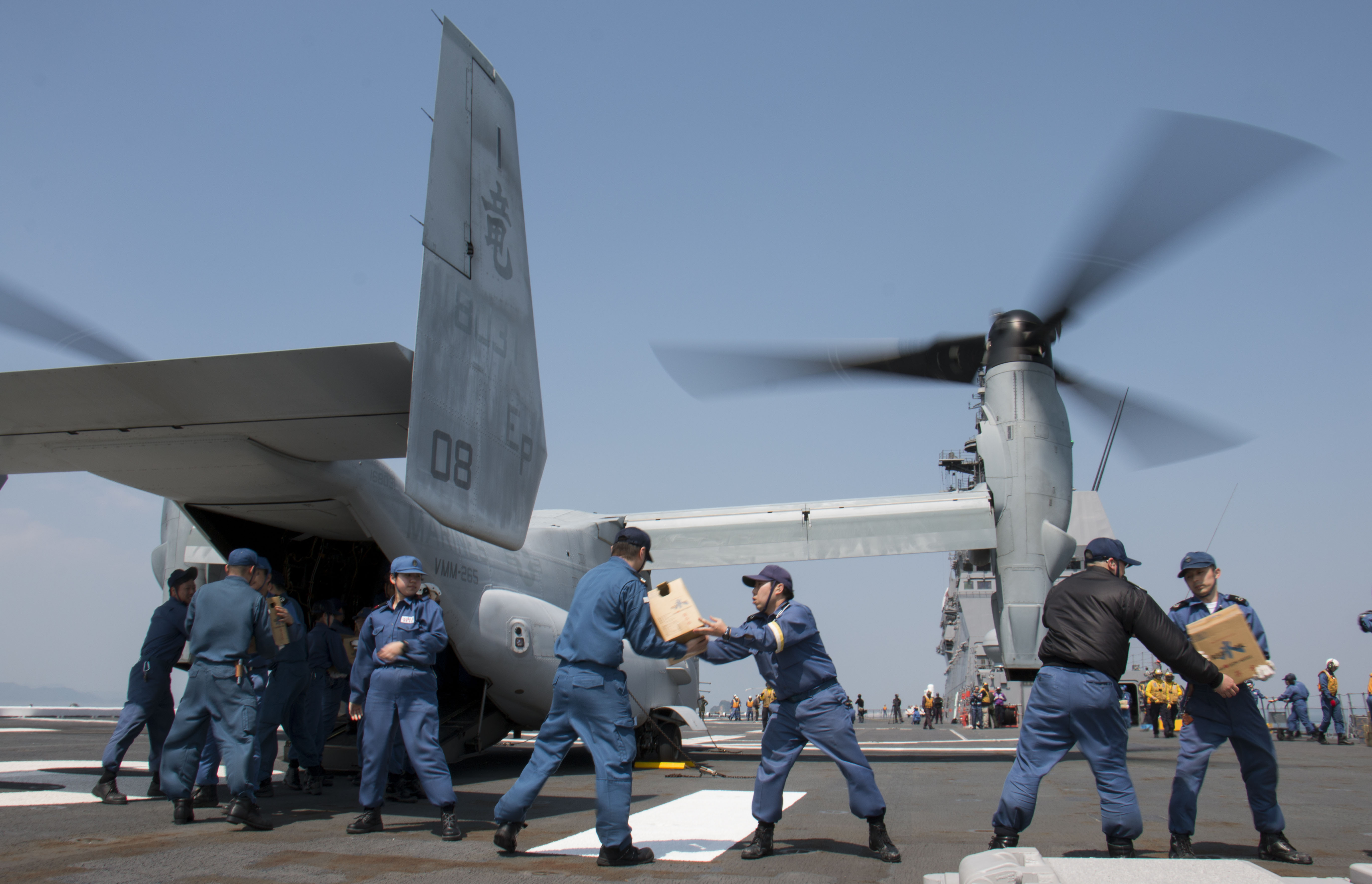
2016年7月、熊本地震の被災地の救援のため、海上自衛隊のひゅうがから救援物資の補給を受けるVMM-265
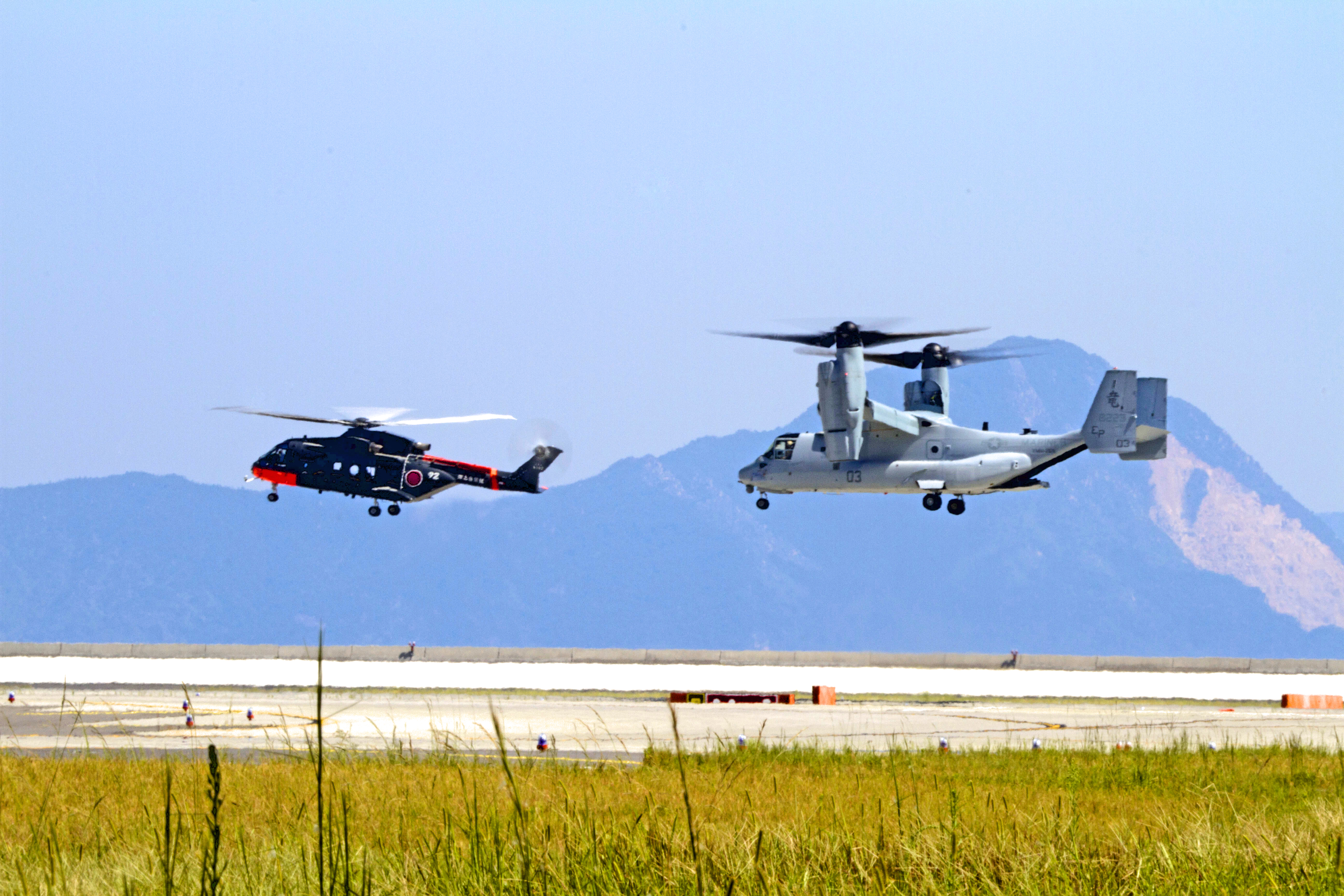
岩国基地で試験飛行を行うVMM-265所属のオスプレイ。随伴しているのは海自のCH-101。

### 事故の発生
2017年8月5日、第31海兵機動展開隊VMM-265に所属する米海兵隊のMV-22オスプレイ１機が、オーストラリア東海岸のショールウォーター湾で強襲揚陸艦USSボノム・リシャール（LHD-6）から離陸後に墜落した。23名は救助されたが3名が行方不明となった。

## 受賞
- 1992年、1999年、2000年および2009年、海兵隊航空協会のスクワドロン・オブ・ザ・イヤーを受賞
- 1978年、79年、84年、94年、95年、96年、97年および2009年、米海軍作戦部長航空安全最優秀賞を受賞
- 2003年秋、無事故飛行時間60,000時間を達成

## ギャラリー

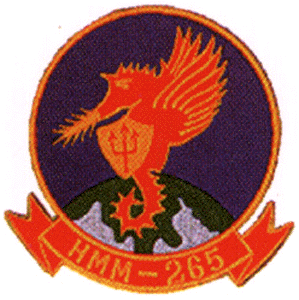
ベトナム戦争時代の部隊章
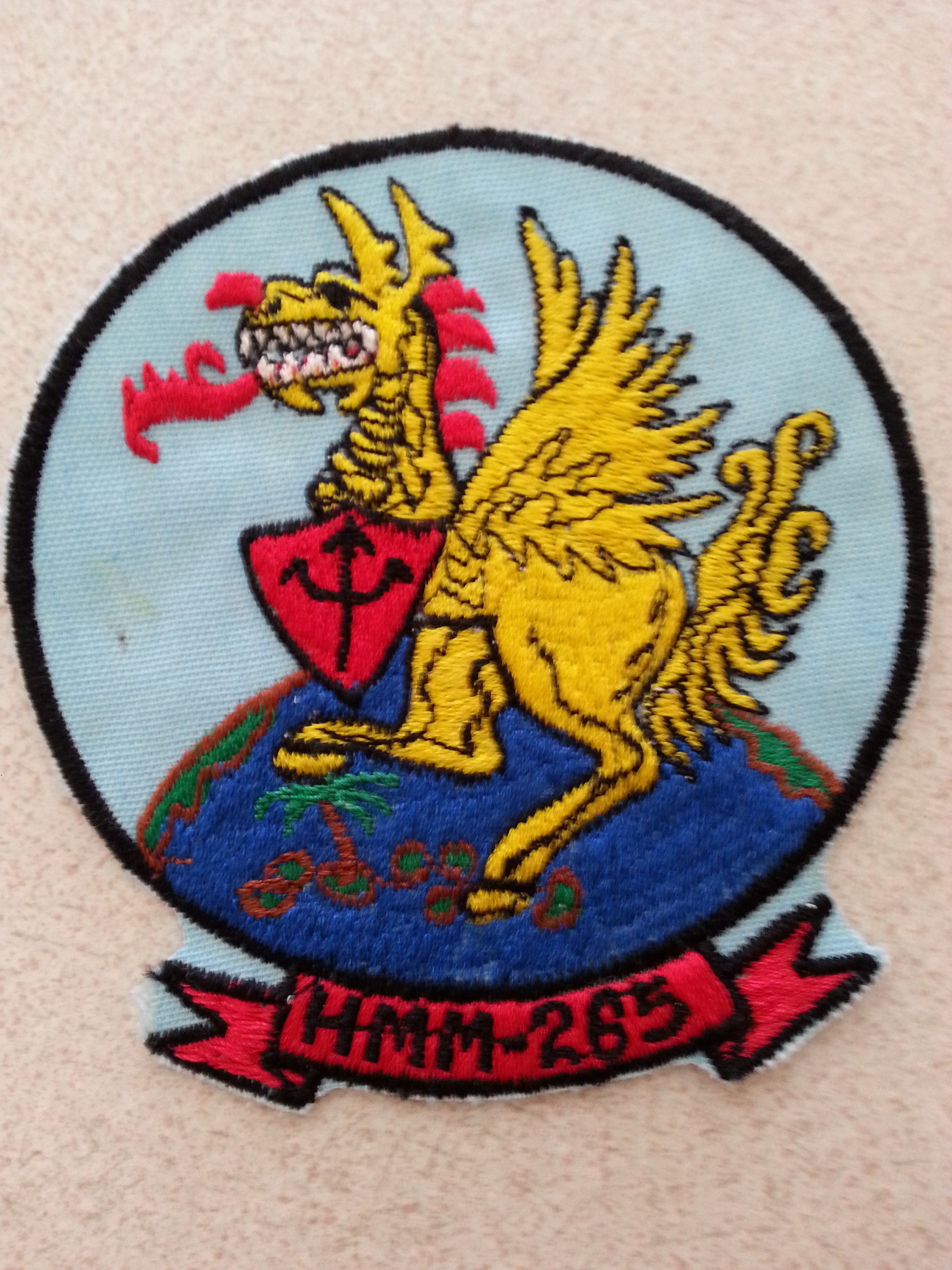
HMM-265部隊章1977年
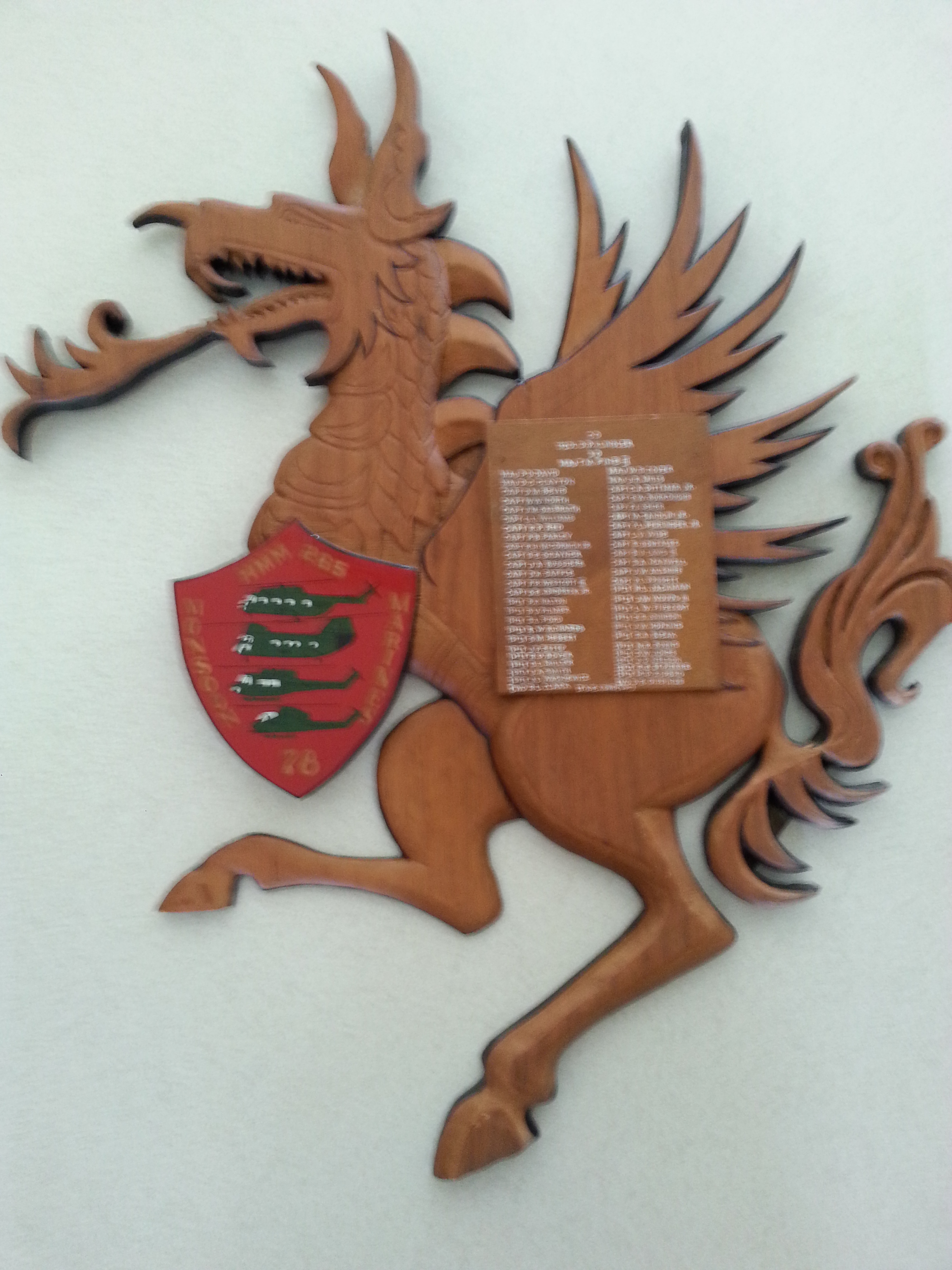
HMM-265盾1977年
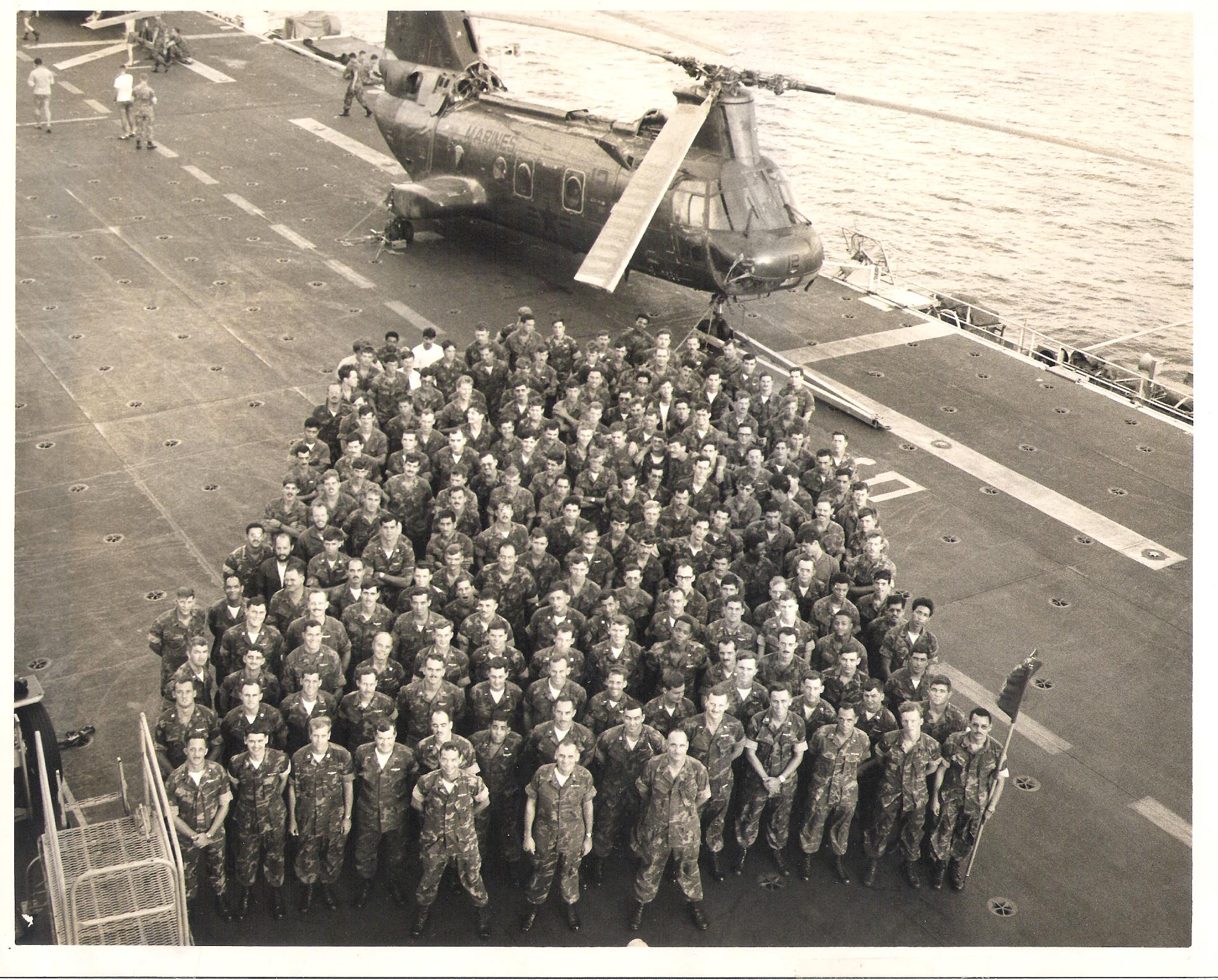
HMM-265飛行隊集合写真1979年